# West Texas Intermediate

Ціна на нафту марки WTI

West Texas Intermediate (WTI, також Texas Light Sweet) — це марка нафти, ціна на яку широко використовується як один із покажчиків світових цін на копалину; одна з так званих маркерних (елітних) сортів нафти. Ф'ючерси на WTI торгуються на Нью-Йоркській товарній біржі (NYMEX). Видобувається у Західному Техасі (США).

## Характеристики
WTI містить 0,24 % сірки та має густину близько 0,827 г/см3 (39,6° API), через що підпадає під класифікацію легкої (>34° API) та ароматизованої (вміст сірки <0,5 %) нафти.

## Ціноутворення
У той час як марка WTI є більш ароматизованою та легшою від Brent Crude, а остання, в свою чергу, ароматизованішою та легшою від нафт кошика ОПЕК, різниця у ціні першої та другої, як правило, складає близько 1 долара США ($), між першою й останніми — близька $2.

### 2024
Станом на 29 грудня 2024 року, ціни на нафту марки WTI зросли на 1,4 % до $70,60 за барель.